# 缅甸民族正义党
缅甸民族正义党是缅甸果敢的一个政党，现为缅甸联邦第一特区的执政党。该党于2013年6月29日成立，现任总书记为彭德仁。該黨在組織架構及意識形態上模仿中國共產黨，正義黨總書記彭德仁兼任第一特區人民政府主席和緬甸民族民主同盟軍總司令之職，掌握黨、政、軍大權。根據「黨對軍隊絕對領導的原則」，緬甸民族民主同盟軍隸屬於緬甸民族正義黨領導。
该党同时也参与由缅北各民族地方武装组织及其政党所组成的联邦政治谈判协商委员会（FPNCC）（又称“北方联盟”）。

## 历史
1989年缅甸共产党发生兵变后，大部分原缅共武装及其辖区仍继续沿用缅共体制，唯缅甸民族民主同盟军（下称“同盟军”）致力于绝对家族统治并进一步扩大继承自缅共后期的毒品贸易，后者也因此经历了四次分裂（1992年杨茂良兵变、1995年勐撒拉兵变、2000年“黑勐龙事件”、2009年“8·8”事件），特别是2009年“8·8”事件导致同盟军败退果敢山区。
为改变同盟军家族统治、毒品贸易、无政治纲领等现象，2013年6月28日至29日，缅甸民族正义党第一届全国党员代表大会召开。会议选举产生了中央委员及中央候补委员，彭德仁当选为代理总书记；2015年6月28日至7月1日，一届二中全会召开，成立缅甸民族正义党中央政治局，选举产生政治局委员5人，增补了中央委员、中央候补委员若干，落实了政治建军，维护和坚持“党对军队绝对领导的原则”；2016年2月15日至16日，一届三中全会召开，通过选举，大会全票通过由代总书记彭德仁担任总书记，同时增补中央候补委员4人；2020年1月17日至19日，一届四中全会召开，会议提议对党旗、党徽进行修改，对新形势下的党务、政务、军事工作作了新的部署。
在正义党的领导下，同盟军于2015年与缅甸政府军在果敢境内爆发军事冲突，并于2023年10月27日与若开军、德昂民族解放军开展1027行动，试图重新掌控果敢。
政党的组建标志着同盟军开始恢复被抛弃20余年的缅共体制，并极力摆脱原先背叛缅共的贩毒武装形象，但正因其此些极其复杂的过往历史，加之正义党内继承了原缅共时代不设纪律检查委员会的设置而无法有效监管党员的违法违纪行为，外界对其活动仍持怀疑态度（如被爆出其于红岩地区大规模复种罂粟）。

## 标识

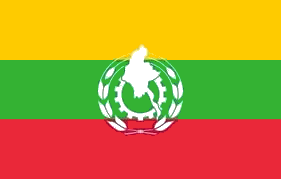
缅甸民族正义党第二版党旗

缅甸民族正义党第一版党旗背景为纯红色，中间为黄色的五角星，五角星下面左右各有一只白色的和平鸽。
缅甸民族正义党第二版党旗背景来源自缅甸国旗，三色寓意也与其相同，即黄色象征团结，绿色象征和平、安宁以及代表青葱翠绿的国家，红色象征勇敢和决心。党旗中间为缅甸民族正义党党徽。
缅甸民族正义党党徽为白色图案，两支稻穗环环绕着一个齿轮。稻穗象征农民，齿轮象征工人，中间为缅甸版图形状，代表该党由缅甸广大工农阶级与各族人民组成，并团结一致，共同追求民族平等、和谐、民主、富强的新国家。
2020年1月17日至19日，一届四中全会召开，会议对党旗进行修改，将背景的缅甸国旗三色替换为纯红色以寓意革命。

## 组织机构
缅甸民族正义党有中央政治局委员5名，中央委员、中央候补委员若干，并在同盟军内下设各级党组织。截止2020年6月，同盟军下设旅党委3个，营党委26个，连党支部69个，排班党组145个。2022年1月，同盟军新设611民族旅，旅党委增至4个，其他各级党组织数量相应增加。

### 中央政治局委员
彭德仁：彭家声长子，现任缅甸民族民主同盟军总司令、缅甸民族正义党总书记、缅甸联邦第一特区政府主席
杨文洲：现任缅甸民族民主同盟军副总司令、缅甸民族正义党副总书记
彭德钧：彭德仁堂弟，现任缅甸民族民主同盟军副总司令
李老保：缅甸联邦第一特区政府副主席
宋克成：缅甸联邦第一特区政府秘书长

### 党员
申请加入缅甸民族正义党者年龄必须满十八周岁，并且必须成为预备党员为期一年，有两名介绍人。高学历者、军队干部优先入党。党员需要积极参加组织生活，按时缴纳党费。